# 1998 SU52
1998 SU52 är en trojansk asteroid i Jupiters lagrangepunkt L4. Den upptäcktes 30 september 1998 av Spacewatch vid Kitt Peak-observatoriet.
Asteroiden har en diameter på ungefär 18 kilometer.